# Scotorythra brunnea
Scotorythra brunnea är en fjärilsart som beskrevs av Elwood C. Zimmerman 1958. Scotorythra brunnea ingår i släktet Scotorythra och familjen mätare. Inga underarter finns listade.